# Биколор
Биколо́р (дословно c лат. — «двухцветный») — флаг, состоящий из двух разных цветов, как правило, расположенных полосами одинаковой ширины по горизонтали, вертикали, иногда также — по диагонали.

## Биколоры государств мира
Среди государств биколоры распространены меньше, нежели триколоры. Всего четыре государства используют чистый биколор (без гербов и иных символов) — это
Индонезия, Монако, Польша и Украина:
| Индонезия | Монако | Польша | Украина |

Вместе с тем, достаточно велико количество стран, флаги которых представляют с собой биколор с помещённом на нём изображении герба или иных символов. К таким флагам относятся, например, флаги Алжира, Буркина-Фасо, Гаити, Лихтенштейна, Мальты, Португалии, Сан-Марино и некоторых других государств:
| Алжир | Буркина-Фасо | Мальта | Лихтенштейн | Португалия | Сан-Марино |

Биколорами являются также разделённые диагонально флаги, состоящие из треугольников двух разных цветов. Единственным государством, флагом которого является таким образом составленный биколор, является Папуа-Новая Гвинея:
| Папуа-Новая Гвинея |

Иногда биколорами именуют также флаги, состоящие из более чем двух полос, но всего двух цветов. К таким флагам можно отнести, например, флаги Австрии, Латвии, Испании, Нигерии или Перу:
| Австрия | Латвия | Испания | Нигерия | Перу |

К биколорам также относят компонент флага — две горизонтальные полосы разных цветов, сочетающиеся с расположенном у древка треугольником или вертикальной полосой. К таким флагам относятся, например, флаги Филиппин, Чехии, Бенина и Мадагаскара:
| Филиппины | Чехия | Бенин | Мадагаскар |

## Биколоры административно-территориальных единиц и городов
Помимо государственных флагов, биколоры широко распространены в качестве флагов административно-территориальных единиц и городов. Например:
| Бранденбург, Германия | Гессен, Германия | Варшава, Польша | Вена, Австрия              | Мюнхен, Германия      | Париж, Франция    |
| Прага, Чехия          | Рига, Латвия     | Рим, Италия     | Тамбовская область, Россия | Уэльс, Великобритания | Фрибур, Швейцария |

## Какие двухцветные флаги не относятся к биколорам
Вместе с тем, флаги, состоящие из двух цветов, но не в форме двух полос, обычно не относятся к биколорам. Так, биколорами не являются, например, флаги Вьетнама, Казахстана, Турции, Финляндии, Японии и так далее:
| Вьетнам | Казахстан | Турция | Финляндия | Япония |